# Buslijn 59 (Amsterdam)
Buslijn 59 is een in Amsterdam door het GVB geëxploiteerde stadsbuslijn en rijdt alleen tijdens stremming van het ondergrondse traject van de metro. De lijn verbindt het Amstelstation via de Wibautstraat, Weesperstraat en Valkenburgerstraat met het Stationsplein. Lijn 59 is de tweede lijn die dit nummer draagt en wordt gereden met gelede bussen uit garage Zuid.

## Geschiedenis

### Lijn 59 I
De eerste lijn 59 werd op 1 oktober 1973 ingesteld ter vervanging van Bijlmerringlijn 57 (ingesteld op 14 mei 1971) en reed alleen maandag tot en met zaterdag overdag. De route van de lijn was het houten hulpstation Bijlmer, Hoogoorddreef, Bijlmerdreef (met een ommetje naar het Aanloopcentrum), Groesbeekdreef, Busplatform Kraaiennest, 's-Gravendijkdreef, Elsrijkdreef, Provincialeweg, Hartveldseweg, Middenweg, Linnaeusstraat en Muiderpoortstation.
Het oorspronkelijke plan was om samen met de nieuwe streekvervoerder Centraal Nederland een buslijn te exploiteren van Diemen via de Bijlmermeer naar Amstelveen, maar de Commissie vergunningen personenvervoer gaf daar geen toestemming voor en dus werden het twee aparte lijnen. Lijn 59 reed wel via Diemen (in plaats van de overbelaste Duivendrechtsebrug) maar mocht er niet stoppen. Op 5 oktober 1973 werd door boze Diemenaren een bus "onder dwang" gekaapt en "gedwongen" naar het winkelcentrum te rijden. Hier vond overleg met GVB-directeur Ossewaarde plaats en de wethouders van Amsterdam en Diemen maar desondanks bleef lijn 59 in Diemen doorrijden en mocht er niet stoppen.
Lijn 59 had een om-en-om-dienst met CN-lijn 14 (voorloper van R-Netlijn 300) die binnen de Bijlmermeer stadsvervoer kreeg en naar Diemen reed, waar er tegen CN-tarief werd gestopt. In de avonduren en op zondag, wanneer lijn 59 niet reed, reed alleen buslijn 14 in een uurdienst die dan wel het station Bijlmer aandeed (maar niet het aanloopcentrum wat dan gesloten was).
Met de opening van de metro op 16 oktober 1977 werd het Bijlmerbusnet vernieuwd; lijn 59 reed voortaan via Duivendrecht (waar er wel mocht worden gestopt door de invoering van het zonetarief), Daalwijkdreef en Ganzenhoef om vanaf Kraaiennest de route van lijn 54 (in de praktijk lijn blanco) naar metrostation Holendrecht over te nemen. Nadat de lijn van een halfuursdienst naar een twintig-minutendienst ging kon uiteindelijk een kwartierdienst worden ingevoerd en werd ook in de avonduren en op zondag gereden.
Vanaf 13 oktober 1980 maakte lijn 59 een ommetje langs het in aanbouw zijnde metrostation Reigerbos waar werd gekeerd en weer werd teruggereden. In 1982 werd dit steeds langer wordende traject overgenomen door achtereenvolgens lijn 44P (1 juni) en lijn 53 (20 september). Van 1982 tot 2010 had de lijn zijn eindpunt op het terrein van het AMC.
Op 29 mei 1983 werd het Bijlmerbusnet wederom vernieuwd; lijn 59 bleef ongewijzigd (behalve dat het in Duivendrecht via de Kruidenommegang ging rijden in plaats van via de Rijksstraatweg) en reed in de Bijlmer een gezamenlijke dienstregeling met de CN-lijnen 120 en 126 (Muiderpoortstation via Diemen-Zuid).
Op 20 mei 1988 vond een ingrijpende wijziging plaats waarbij lijn 59 via Holendrecht-Oost en Nellestein ging rijden en de Daalwijkdreef verruilde voor de Bijlmerdreef; dit was min of meer de oude route van lijn 53 die inmiddels als lijn 60 door het leven ging. In 1989 werd lijn 59 verlegd via de Gooiseweg in plaats van de Kromwijkdreef en deed de Gaasperplas niet meer aan. Dit door de omzetting van lijn 61 in een ringlijn in twee richtingen in combinatie met lijn 60. In 1991 werd de helft van de ritten van de lijn van het Muiderpoortstation verlengd naar de Cruquiusweg (in de avonduren en op zondag alle ritten) en in 1993 volgde verdere verlenging naar de Borneolaan.
In 1994 werd de lijn samen met lijn 61 verlengd naar het KNSM-eiland maar ook verlegd via Reigersbos en Gein, ter vervanging van de verlegde lijn 61. Op lijn 59 werd de frequentie teruggebracht tot een halfuursdienst, net als de lijnen 60 en 61. Zo ontstonden de lijncombinatie 59/60 in Gaasperdam en 59/61 in Amsterdam-Oost, waarbij op het gezamenlijke traject om en om werd gereden. Door de verschillende afwijkende trajecten in de Bijlmermeer en ook omdat lijn 59 een veel drukker traject bediende dan lijn 61 kwam er regelmatig clustervorming voor en werd er vaak vlak achter elkaar in plaats van om en om gereden waarna dan een half uur niets. Hierdoor was ook de combinatie 59/60 vanaf Kraaiennest richting Holendrecht onregelmatig doordat lijn 59 vaak te laat was en lijn 60 er dan al vlug achter zat. Dit in tegenstelling tot de andere richting die wel een regelmaat kende omdat vanaf Holendrecht wel regelmatig werd vertrokken. In 1995 werd lijn 61 vanuit Holendrecht weer ingekort tot het Muiderpoortstation en vervangen door de verlengde lijn 39. 
Door de verlaging van de Bijlmerdreef in 1997, waarbij lijn 59 moest omrijden, werd lijn 61 opgeheven en kreeg lijn 59 weer een kwartierdienst van maandag tot en met zaterdag overdag maar ook op de koopavond. Doordat het traject nu weer door één lijn werd gereden was de regelmaat sterk verbeterd. Ook lijn 60 kreeg een grotendeels nieuwe route ter vervanging van lijn 61.
Nadat lijn 59 in 1998 verlegd werd van het KNSM-eiland naar de Sumatrakade op het Java-eiland volgde na het gereed komen van de Jan Schaeferbrug in 2002 doortrekking naar het Centraal Station. Hiermee was lijn 59 de langste Amsterdamse buslijn geworden. Een rit van Holendrecht naar het Centraal Station duurde ongeveer 1 uur en 15 minuten, terwijl de metro er bijna een uur korter over deed. Deze verlenging was van korte duur en in december 2004 werd de lijn weer ingekort van het Java-eiland naar het KNSM eiland. Dit bleef zo tot 28 mei 2006 waarna lijn 59 werd opgesplitst in de lijnen 41 en 47

### Lijn 59 II

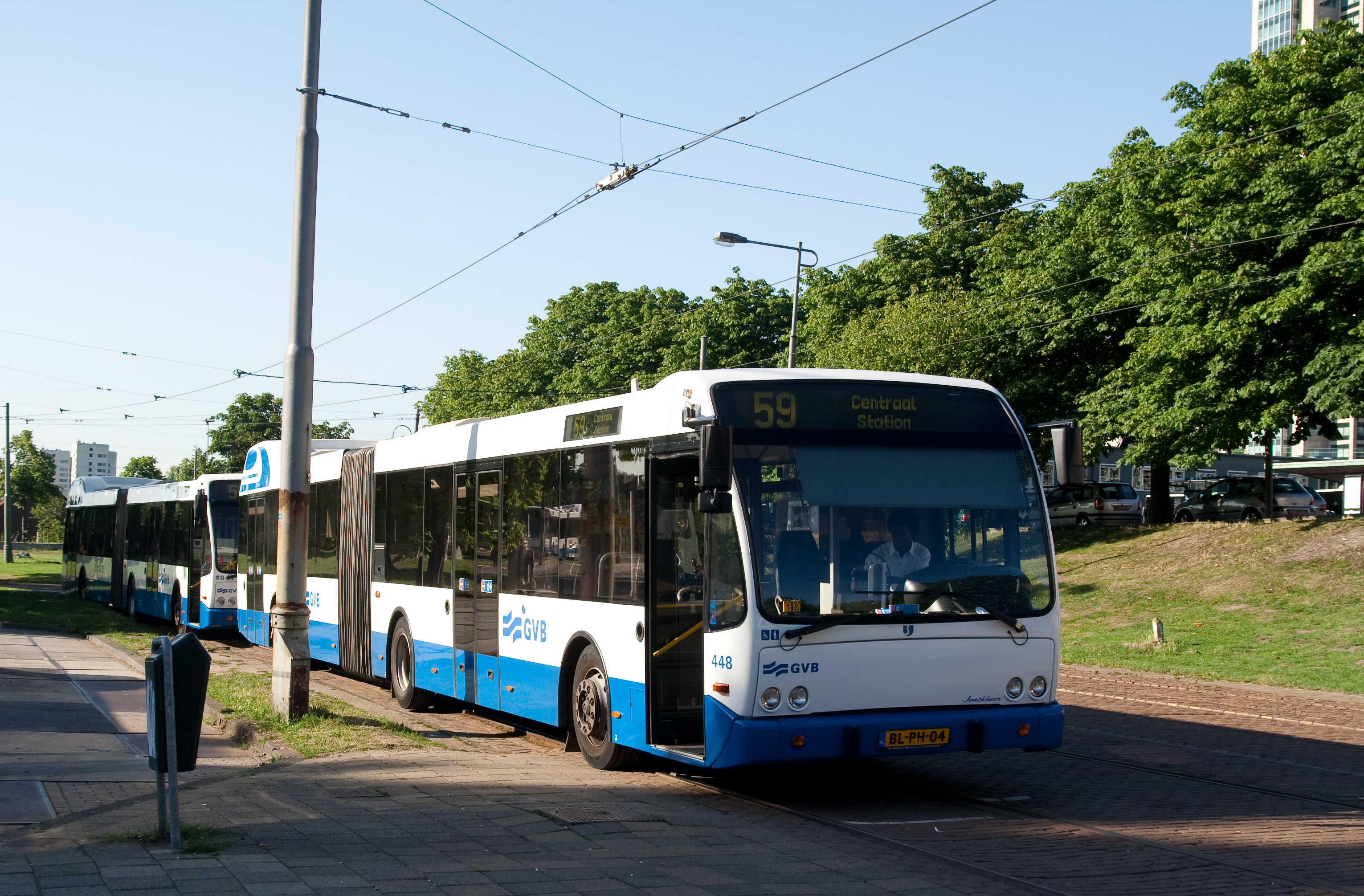
Gelede bus 448 op pendelbus 59 op het Amstelstation

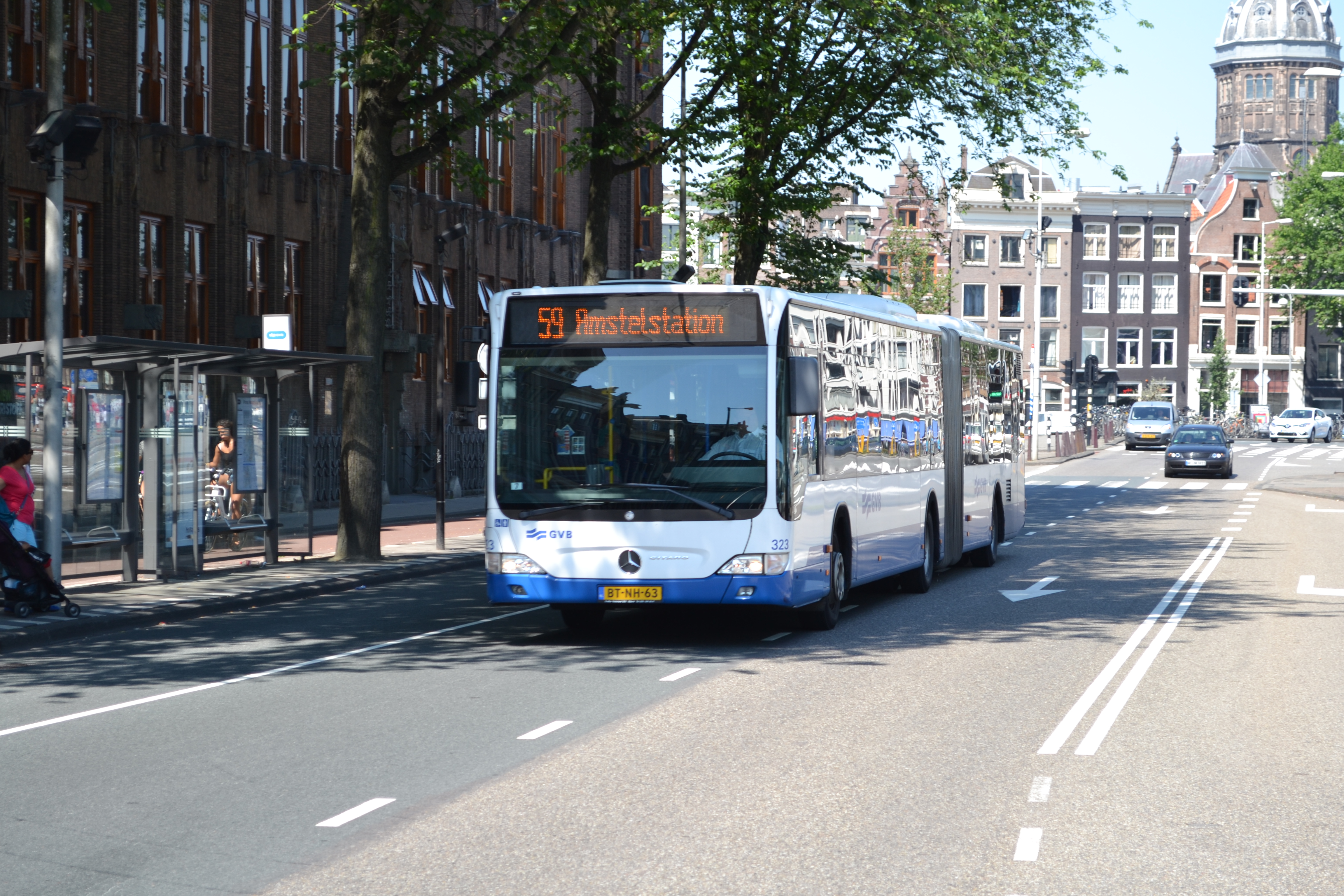
Citaro gelede bus 323 op de Prins Hendrikkade in 2013

In 2008 werd een tweede lijn 59 ingesteld; deze is alleen in exploitatie wanneer de metrotunnel wegens werkzaamheden afgesloten is. In het kader van het groot onderhoud aan de Oostlijn vond dit plaats in de hoogzomers van 2008, 2010 en 2011 toen de tunnel 6 tot 7 weken voor de metrolijnen 51, 53 en 54 gesloten was.
Door een conflict met de aannemer in 2010 zijn in dat jaar de geplande werkzaamheden echter niet uitgevoerd. Maar omdat dat pas op het laatste moment bekend werd kon het GVB de maatregel niet meer terug draaien omdat de metrobestuurders al verlof was verleend en een groot aantal extra chauffeurs voor lijn 59 al waren ingehuurd. Men heeft in die periode toen de roltrappen vernieuwd.
In 2008 had men chauffeurs uit Polen ingehuurd waarbij op elke bus een Nederlandse begeleider mee reed. In 2011 reed lijn 59 met 21 gelede busen met de ongekend hoge frequentie van 24 maal per uur (2,5 minuut) omdat door de invoering van de OV chipkaart alternatief vervoer met de Nederlandse Spoorwegen, zoals in 2008 en 2010, geen redelijk alternatief was. Dit omdat men opnieuw het opstaptarief moest betalen naast het hogere treintarief en een borg van € 20 in plaats van € 4. In de praktijk reed men echter niet op dienstregeling maar werd door een toezichthouder de regelmaat in de gaten gehouden. Hierbij werd vertrokken als de bus vol was en werd er streng op gelet op regelmatig vertrek om clustering onderweg te voorkomen.
In de hoogzomer van 2013 ging de metrotunnel voor de vierde keer dicht en reed lijn 59 weer.
Bij calamiteiten in de metrotunnel kan lijn 59 ook geheel of gedeeltelijk worden geëxploiteerd.